# Futbol'ny Klub Tarpeda-BelAz Zhodzina
El Futbol'ny Klub Tarpeda Zhodzina (en belarús ФК Тарпеда Жодзіна) és un club belarús de futbol de la ciutat de Zhodzina.

## Història
Evolució del nom:
- 1961: Raketa Žodzina
- 1967: Aŭtazavodzec Žodzina
- 1969: Torpedo Žodzina
- 1989: BelAZ Žodzina
- 1992: Torpedo Žodzina
- 2011: Torpedo-BelAz Žodzina

## Futbolistes destacats
- Sergey Starenkiy
- Daler Toukhtasounov
- Andrey Zakharenko

## Palmarès
- Campionat de l'RSS de Belarús (4):
  - 1970, 1971, 1980, 1981

- Copa belarussa de futbol (1):
  - 2016